# Summertime '06
Summertime '06 è il primo album in studio del rapper statunitense Vince Staples, pubblicato nel giugno 2015.
Si tratta di un disco doppio.

## Tracce

### Disco 1
1. Ramona Park Legend, Pt. 1 – 0:36
2. Lift Me Up – 4:31
3. Norf Norf – 3:03
4. Birds & Bees (featuring Daley) – 2:41
5. Loca – 2:41
6. Lemme Know (featuring Jhené Aiko & DJ Dahi) – 3:41
7. Dopeman (featuring Joey Fatts & Kilo Kish) – 1:53
8. Jump Off the Roof (featuring Snoh Aalegra) – 3:44
9. Señorita – 3:07
10. Summertime – 4:19

### Disco 2
1. Ramona Park Legend, Pt. 2 – 1:27
2. 3230 – 2:52
3. Surf (featuring Kilo Kish) – 2:31
4. Might Be Wrong (featuring Haneef Talib aka GeNNo & eeeeeeee) – 3:59
5. Get Paid (featuring Desi Mo) – 3:12
6. Street Punks – 3:06
7. Hang 'N' Bang (featuring A$ton Matthews) – 2:06
8. C.N.B. – 4:13
9. Like It Is – 4:36
10. '06 – 0:47